# Vojtěch Tomeček
Vojtěch Tomeček (* 12. srpna 1994, Karlovy Vary) je český hokejový útočník hrající za tým HC Baník Sokolov.

## Hráčská kariéra
Účastnil se Mistrovství světa juniorů v ledním hokeji 2014, kde se gólově prosadil proti Kanadě. V sezoně 2012-13 a 2013-14 se účastnil juniorské Mládežnické hokejové ligy za tým HC Energie Karlovy Vary.
Také se účastnil Mistrovství světa juniorů 2013 kde se gólově neprosadil.
V sezoně 2014–15 hrál za tým HC Energie Karlovy Vary po boku Radka Dudy a Davida Hrušky.

## Prvenství
- Debut v ČHL – 13. září 2013 (HC Energie Karlovy Vary proti Piráti Chomutov)
- První gól v ČHL – 14. září 2014 (HC Energie Karlovy Vary proti HC Vítkovice Steel, brankáři Danielu Dolejšovi)
- První asistence v ČHL – 19. října 2014 (HC Energie Karlovy Vary proti HC Verva Litvínov)

## Reprezentace
| Rok                       | Tým                       | Soutěž                    | Z  | G | A | B | TM |
| ------------------------- | ------------------------- | ------------------------- | -- | - | - | - | -- |
| 2011                      | Česko 17                  | WHC-17                    | 3  | 1 | 0 | 1 | 0  |
| 2012                      | Česko 18                  | MS-18                     | 6  | 1 | 3 | 4 | 0  |
| 2013                      | Česko 20                  | MSJ                       | 4  | 0 | 0 | 0 | 0  |
| 2014                      | Česko 20                  | MS                        | 5  | 1 | 1 | 2 | 0  |
| Juniorská kariéra celkově | Juniorská kariéra celkově | Juniorská kariéra celkově | 18 | 3 | 4 | 7 | 0  |